# Modrá Hůrka
Modrá Hůrka település Csehországban, a České Budějovice-i járásban. Modrá Hůrka Horní Kněžeklady, Žimutice és Dolní Bukovsko településekkel határos. Lakosainak száma 103 fő (2024. január 1.).

## Népesség
A település lakosságának változását az alábbi diagram mutatja:
| Lakosok száma | 308  | 262  | 221  | 160  | 126  | 81   | 91   | 85   | 101  | 103  |
|               | 1869 | 1890 | 1921 | 1950 | 1980 | 2001 | 2017 | 2019 | 2022 | 2024 |